# Anna Jansson (läkare)
Anna Maria Jansson, född 8 december 1869 i Maria Magdalena församling i Stockholm, död 6 juli 1950 i Strängnäs stadsförsamling, Södermanlands län, var en svensk psykiater. 
Jansson blev student vid Stockholms högskola 1889, vid Uppsala universitet 1891, filosofie kandidat där 1893, medicine kandidat vid Karolinska institutet i Stockholm 1902 och medicine licentiat där 1909. Hon var lärare i matematik och fysik vid Brummerska skolan i Stockholm 1895–97, underläkare vid Vänersborgs hospital och asyl 1909–10 och 1911–13, därunder tillförordnad biträdande läkare under fem månader 1911 och 1912, underläkare vid Uppsala asyl 1910 och vid Kristinehamns hospital 1910–11, tillförordnad biträdande läkare vid Nyköpings hospital 1911, tillförordnad biträdande läkare och biträdande läkare vid Kristinehamns hospital 1913–16, extra läkare och tillförordnad biträdande vid Västerviks hospital 1918–19, biträdande läkare där 1919–21, dito vid Strängnäs hospital 1921–24, e.o. hospitalsläkare av andra klass där 1924–25, hospitalsläkare av andra klass där 1925–27, därunder tillförordnad hospitalsläkare av första under ett år och nio månader, hospitalsläkare av första klass vid Strängnäs hospital 1927–31, därunder tillförordnad överläkare nära fyra månader samt under tio månader förordnad att utöva självständig verksamhet beträffande sjukvården å ena könssidan. Från 1926 var hon även praktiserande läkare i Strängnäs.
Anna Maria Jansson var dotter till brevbärarförmannen Ludvig Jansson och Sara Maria Velander. Hon dog ogift och är begravd i familjegraven på Sandsborgskyrkogården i Stockholm.